# Tazoudasaurus
Tazoudasaurus naimi
Genre
Espèce
Tazoudasaurus est un genre éteint de dinosaures sauropodes de la famille des vulcanodontidés découvert dans des couches du Jurassique inférieur (Pliensbachien-Toarcien) à Iminoulaoune - Ouarzazate, dans le Haut Atlas dans la Formation d'Azilal.
Une seule espèce est rattachée au genre : Tazoudasaurus naimi, décrite en 2004 par Ronan Allain, Najat Aquesbi, Jean Dejax, Christian Meyer, Michel Monbaron, Christian Montenat, Philippe Richir, Mohammed Rochdy, Dale Russell et Philippe Taquet.

## Découverte
Ses restes comprennent un squelette partiel d'adulte associé à un squelette partiel de jeune. Ils ont été trouvés dans des sédiments détritiques continentaux et décrits par Ronan Allain et al. au début de 2004. Le nom de genre dérive d'une des localités, Tazouda, et le nom d'espèce est une latinisation du mot amazigh (ou arabe) signifiant « mince », en raison de la petite taille de l'animal (pour un sauropode). Ses fossiles ont été découverts à proximité de ceux d'un dinosaure carnivore : Berberosaurus.

## Description

Taiile du spécimen type comparée à celle d'un humain.

Tazoudasaurus est un petit sauropode de seulement 9 m de long présentant des caractères assez primitifs comme une mandibule ressemblant à celle des prosauropodes, avec des dents spatulées en dentine et sans la symphyse mandibulaire en « U » des sauropodes plus évolués. Les marques en V de la couronne dentaire indiquent que les vulcanodontidés mâchaient leur nourriture. Le cou est flexible, avec des vertèbres allongées sans véritables pleurocèles, tandis que les vertèbres dorsales et caudales sont plus rigides. Tazoudasaurus naimi représente le fossile de sauropode du Jurassique inférieur le plus complet connu, étant donné la rareté des couches accessibles de cet âge.

## Classification
Le sauropode le plus proche est Vulcanodon, dont il se distingue seulement par les vertèbres caudales : tous deux possèdent des caractères qui les placent hors du clade des Eusauropoda.

## Musée des dinosaures de Ouarzazate
Le musée des dinosaures de Ouarzazate est dédié au Tazoudasaurus,.

### Contexte de fondation du musée
La région de Ouarzazate est connue comme le lieu de naissance de dinosaures. En effet, elle a une réputation géologique, minéralogique et minière, elle est aussi un pôle attractif en matière de découvertes paléontologiques. C’est une première au Maroc, et l’importance de la découverte a poussé le gouvernement, les scientifiques et les chercheurs dans le domaine à la nécessité de construire un musée pour les dinosaures.

### Construction du musée
La construction du musée a démarré en juin 2009 sur une superficie de 2 057 m2. Les investissements (estimés à plus de 12 millions de Dirham) sont un partenariat entre la commune rurale d’Iminoulaoune, le Conseil provincial de Ouarzazate, des partenaires français dont la famille Dericqlès et le Conseil de Région Souss-Massa-Drâa. Il est prévu qu’il assure plus d'une centaine d'emplois à temps plein.

### Public visé
Ce projet sera accessible au public, touristes, élèves, étudiants, aux groupes pédagogiques et scientifiques spécialisés. Il est incontestablement appelé à s’inscrire dans le cadre du tourisme et du développement durable. Dans la mesure où il intègre éthique, social, économie et environnement, il est aussi prévu qu’il soit un pôle touristique  et d’attraction par excellence.